# Ereuto
Nella mitologia greca, Ereuto (in greco antico: Ἔρευθος) è un combattente acheo alla guerra di Troia, citato nel libro II della Posthomerica di Quinto Smirneo (poema epico che narra gli avvenimenti posteriori a quelli raccontati da Omero nell'Iliade).

## Il mito

### Origini
Secondo la descrizione di Quinto Smirneo, Ereuto era un esperto guerriero argivo che risiedeva nella città di Tiro, sulle rive del fiume Alfeo, in Messenia. Esperto nell'uso delle armi, si era più volte cimentato in scontri armati nel quale aveva sempre dimostrato il suo valore bellico.

### Morte
Ereuto seguì Nestore e i suoi due figli Antiloco e Trasimede a Troia per prendere parte al conflitto che vide opposti Achei e Troiani per la contesa di Elena. Ereuto vi giunse sicuramente a bordo di una delle novanta navi che costituivano, secondo Omero, la flotta con cui Nestore contribuì allo scontro. (Omero, Iliade, libro II, v. 602.)
Nel decimo anno del conflitto, Ereuto si scontrò con Memnone, il valoroso figlio di Eos (l'Aurora) che gli aveva ucciso il compagno Terone; il guerriero acheo venne a sua volta privato della vita dalla lancia dell'avversario che, abbandonatolo morto a terra, si scagliò su Achille sperando di ucciderlo. In realtà, Ereuto e Terone (oltre ad Antiloco, figlio di Nestore) sono le uniche vittime conosciute di Memnone.